# Denise Bosc
Pour les articles homonymes, voir Bosc.
Denise Bosc, née Marie-Denise Danviolet le 19 juillet 1916 à Paris et morte le 9 mars 2002 dans cette même ville, est une comédienne française, ex-pensionnaire de la Comédie-Française.
D'abord mariée à un assureur, Albert Lizot, dont elle aura deux enfants, Claire et Jean-Baptiste, elle divorce et épouse le comédien et compositeur Robert Marcy avec qui elle a deux fils : Christophe Marx, médecin et Renaud Marx, comédien.

## Biographie
Fille des comédiens Henri Bosc et Cécile Guyon, elle est, par sa mère, la descendante d’une lignée d’acteurs. Son grand-père était connu sous le nom d'Alexandre Guyon fils et son arrière-grand-père sous celui d'Alexandre Guyon père. Ce dernier créa le rôle du bouillant Achille dans La Belle Hélène de Jacques Offenbach, et fut partenaire du mime Baptiste, célèbre membre de la famille Deburau. Son trisaïeul Guyon appartint lui-même à la Comédie-Française. L’une de ses grand-mères créa le rôle du Petit-Gervais dans Les Misérables de Victor Hugo.
Denise Bosc, reçue première à l’unanimité au Concours d’entrée au Conservatoire national de Paris, en est exclue quelques mois plus tard pour cause d’absentéisme ; les plateaux de théâtre et les studios de cinéma ne lui laissant pas les disponibilités requises.
En 1942 elle est engagée à la Comédie-Française, où elle joue pendant quatre ans les jeunes premières classiques et modernes de son emploi.
Dès ses débuts, elle intéresse le cinéma qui lui offre des rôles de premier plan. Ses partenaires s’appellent Raimu, Françoise Rosay, Henry Garat, Charles Vanel, Jacques Dumesnil, Pierre Larquey, Jules Berry…
Son amour du théâtre l’éloigne peu à peu de l’écran. Elle crée sur les scènes parisiennes des œuvres d’auteurs contemporains : Jean Anouilh (Le Rendez-vous de Senlis), Jacques Audiberti (La Fête noire), Paul Claudel (L'Histoire de Tobie et de Sara), Claude-André Puget, Charles Vildrac, Jean-Jacques Bernard, Jean Cocteau ou Alexandre Arnoux.
En 1957 elle fonde avec Robert Marcy une compagnie théâtrale, le Groupe Artistique de Paris (GAP) qui pendant plus de trente-cinq ans produira essentiellement des créations.
On peut considérer certaines des interprétations de Denise Bosc comme des événements, tant il est rare de découvrir dans la presse, sous des signatures souvent prestigieuses, un accueil unanime aussi chargé d'émotion. Il en est ainsi à l’occasion de plusieurs personnages de Georges Bernanos, de celui de George Sand, de celui de Jeanne d’Arc, et plus tard Madame Gervaise,, de Charles Péguy.
Sa carrière de comédienne prend fin en 2001. Cette année-là, au cours des représentations de La Confiance de Jean-Luc Jeener, apparaît le mal qui devait l’emporter. Sa mémoire, soudain altérée par une tumeur cérébrale jusque-là muette, l’égare de jour en jour plus gravement. D’une représentation à l’autre grandit un désarroi pathétique. Certes la comédienne sait l'attribuer à son personnage, mais le mal a finalement raison de son énergie et de son talent. Et c’est en quittant la scène qu’elle entamera son dernier trajet.

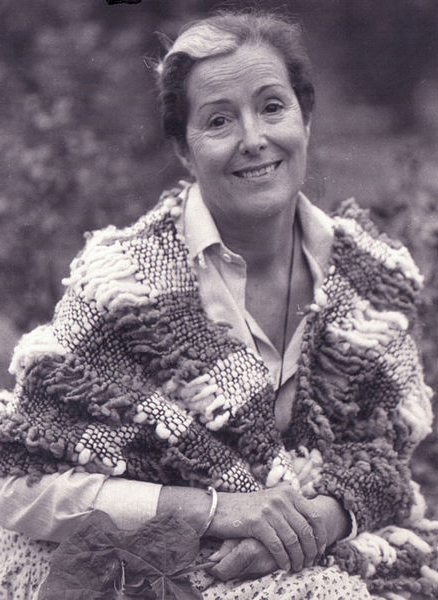
Denise Bosc vers 1980.

## Filmographie
- 1937 : Le Fauteuil 47 de Fernand Rivers (avec Raimu et Françoise Rosay)
- 1937 : Maman Colibri de Jean Dréville, d'après la pièce d'Henry Bataille (avec Huguette Duflos, Jean-Pierre Aumont, Jean Worms)
- 1937 : Les Filles du Rhône de Jean-Paul Paulin (avec Annie Ducaux, Daniel Lecourtois, Pierre Larquey)
- 1938 : Clodoche de Raymond Lamy et Claude Orval (avec Jules Berry, Pierre Larquey)
- 1939 : Yamilé sous les cèdres de Charles d'Espinay (avec Jacques Dumesnil, Charles Vanel)
- 1941 : Saturnin de Marseille d'Yvan Noë (avec Pierre Alcover)
- 1944 : Les Caves du Majestic de Richard Pottier (avec Albert Préjean, Denise Grey, Jean Marchat)
- 1946 : La Rose de la mer de Jacques de Baroncelli (avec Roger Pigaut, Fernand Ledoux)
- 1947 : Une nuit à Tabarin de Karl Lamac (avec Jacqueline Gauthier, Robert Dhéry)
- 1949 : La Cage aux filles de Maurice Cloche (avec Danielle Delorme, Noël Roquevert)
- 1975 : Les Œufs brouillés de Joël Santoni (avec Jean Carmet, Jean-Claude Brialy, Anna Karina, Michael Lonsdale, Michel Aumont)
- 1979 :  Désiré Lafarge  épisode : Désiré Lafarge et le Hollandais de Jean Pignol
- 1986 : Médecins de nuit d'Emmanuel Fonlladosa, épisode : Le Mot de passe (série télévisée)

## Théâtre
- 1936 à 1940 :
  - Volpone de Ben Jonson. Columba, mise en scène et avec Charles Dullin, Théâtre de l'Atelier
  - L'Avare de Molière. Marianne, mise en scène et avec Charles Dullin, Théâtre de l'Atelier
  - La Vie est un songe de Calderon. Estrella, mise en scène et avec Charles Dullin, Théâtre de l'Atelier
  - L'Arlésienne d'Alphonse Daudet. Vivette
  - Le Misanthrope de Molière. Éliante, avec Jean-Louis Barrault et Alice Cocea
  - Le Bal des voleurs de Jean Anouilh. Eva, mise en scène André Barsacq
  -  Le Roi Cerf de Carlo Goldoni mise en scène André Barsacq
  - Marie-Jeanne ou La Femme du peuple d'Adolphe d'Ennery, mise en scène André Barsacq, Théâtre des Arts
- 1941 : Le Rendez-vous de Senlis de Jean Anouilh, mise en scène André Barsacq, Théâtre de l'Atelier
- 1941 : Échec à Don Juan de Claude-André Puget, mise en scène Alice Cocea, Théâtre des Ambassadeurs
- 1942 : Trois mois de prison de Charles Vildrac mise en scène Gilles Rolland
- 1942 : Le Gendre de Monsieur Poirier d'Émile Augier. La Marquise de Presle, Comédie-Française
- 1943 : La Reine morte d'Henry de Montherlant, mise en scène Pierre Dux, Comédie-Française, Théâtre des Célestins
- 1943 : Boubouroche de Georges Courteline, Comédie-Française
- 1943 : Suréna de Corneille, mise en scène Maurice Escande, Comédie-Française
- 1944 : Le Soulier de satin de Paul Claudel, mise en scène Jean-Louis Barrault, Comédie-Française
- 1944 : La Dispute de Marivaux, mise en scène Jean Martinelli, Comédie-Française
- 1944 : Le Bourgeois gentilhomme de Molière, mise en scène Pierre Bertin, Comédie-Française
- 1945 : Les Mal-aimés de François Mauriac, mise en scène Jean-Louis Barrault, Comédie-Française
- 1948 : La Fête Noire de Jacques Audiberti. Alice, mise en scène Georges Vitaly, Théâtre de la Huchette
- 1952 : Notre-Dame d'En-haut de Jean-Jacques Bernard. Rosine, mise en scène André Certes, Théâtre du Vieux-Colombier
- 1952 : Médée de Robinson Jeffers. Théâtre Montparnasse
- 1954 : Les Mystères de Paris d'Albert Vidalie d'après Eugène Sue, mise en scène Georges Vitaly, Théâtre La Bruyère
- 1957 : Gontran XII d'Alexandre Arnoux. Maïda. Réalisation du GAP. Théâtre des Bouffes-Parisiens
- 1960 : L'Histoire de Tobie et de Sara de Paul Claudel. Sara. mise en scène Serge Ligier, Théâtre du Tertre
- 1962 : Jeanne d'Arc de Charles Péguy. Jeanne. Réalisation du GAP. Théâtre de l'Alliance française, Théâtre du Vieux Colombier
- 1967 : Le Fantôme de Marseille de Jean Cocteau, dans Libre-Partie. Réalisation du GAP. Théâtre La Bruyère
- 1969 : Le Mystère de la charité de Jeanne d'Arc de Charles Péguy. Madame Gervaise. Réalisation du GAP. Chapelle des Sts Vincent, Studio des Champs-Elysées
- 1977 : Prends bien garde aux Zeppelins de  Didier Flamand, mise en scène de l'auteur Théâtre des Bouffes du Nord
- 1980 : Bernanos pour une heure  Œuvres de Georges Bernanos. La Comtesse. La Mère supérieure. Réalisation du GAP. Théâtre Saint-Georges
- 1983 : Troubadours de Pendule Correspondance George Sand-Gustave Flaubert. George Sand. Réalisation du GAP. Le Lucernaire
- 1986 : Procès d'intentions de Richard Dorland. Catherine, mise en scène Ianis Yordanidis, Réalisation du GAP. Théâtre Les Déchargeurs
- 1988 : Les Amours de Dom Perlimplin en son jardin de Federico Garcia Lorca. Marcolfa, mise en scène Catherine Dasté, Théâtre des Quartiers d'Ivry
- 1989 : Quant au diable n'en parlons pas, Reprise de Bernanos pour une heure 1980, Réalisation du GAP, Le Lucernaire
- 1990 : Viol au-dessus d'un nid de poètes : Apollinaire, La Fontaine, Lorca, Baudelaire, Michaux, Norge, Tardieu, Eluard, Cocteau, Villon, Aragon, Laforgue, Bernard, Vian, Marot, Queneau, Réalisation du GAP, Le Lucernaire
- 1992 : La Macabète de René David. La Macabète, mise en scène Hervé Caradec, Réalisation du GAP, Théâtre Essaïon
- 1997 : George Dandin de Molière, mise en scène Jean-Luc Jeener, Madame de Sottenville. Théâtre du Nord-Ouest
- 2001 :  La Confiance de Jean-Luc Jeener, mise en scène de l'auteur, Théâtre du Nord-Ouest

## Doublage

### Cinéma
Les dates en italique correspondent aux sorties initiales des films dont Denise Bosc a assuré le redoublage ou le doublage tardif.
- Lana Turner dans :
  - Éternel Tourment (1947) : Virginia Marshland
  - Le Pays du dauphin vert (1948) : Marianne Patourel
  - Les Trois Mousquetaires (1949) : Milady de Winter

- Bette Davis dans : 
  - La Lettre (1940) : Leslie Crosbie
  - Une femme cherche son destin (1947) : Charlotte Vale

Mais aussi :
- 1941 : La Vie privée d'Élisabeth d'Angleterre : Lady Penelope Gray (Olivia de Havilland)
- 1947 : Mon épouse favorite : Ellen Wagstaff Arden (Irene Dunne)
- 1948 : La Dame du Lac :  Mildred Haveland (Jayne Meadows)
- 1948 : Oliver Twist : Nancy (Kay Walsh)
- 1953 : La Femme rêvée : Effie (Deborah Kerr)
- 1954 : Les Chevaliers de la Table ronde : la fée Morgane (Anne Crawford)
- 1954 : Attila, fléau de Dieu : Grune (Irène Papas)
- 1955 : La Peau d'un autre : Rose Hopkins (Peggy Lee)
- 1956 : Le Géant de la steppe : la princesse Apraksia de Kiev (Natalia Medvedeva)
- 1957 : Marqué par la haine : Ma Barbella (Eileen Heckart)
- 1958 : Quand passent les cigognes : Irina (Svetlana Kharitonova)
- 1961 : Le Diabolique Docteur Mabuse : la jolie blonde (Christiane Maybach)
- 1962 : L'Horrible Docteur Orlof : Arné (Perla Cristal)
- 1962 : Un pilote dans la Lune : la nutritionniste (Nancy Kulp)
- 1968 : Syndicat du meurtre : Elinor Silene (H. Jane Van Duser)
- 1973 : Nos plus belles années : Paula Reisner (Viveca Lindfors)

### Télévision

#### Séries télévisées
- 1966-1971 : Ma sorcière bien-aimée (saisons 3 à 7) : Charlotte Kravitz, la voisine (Sandra Gould)